# Llima d'ungles

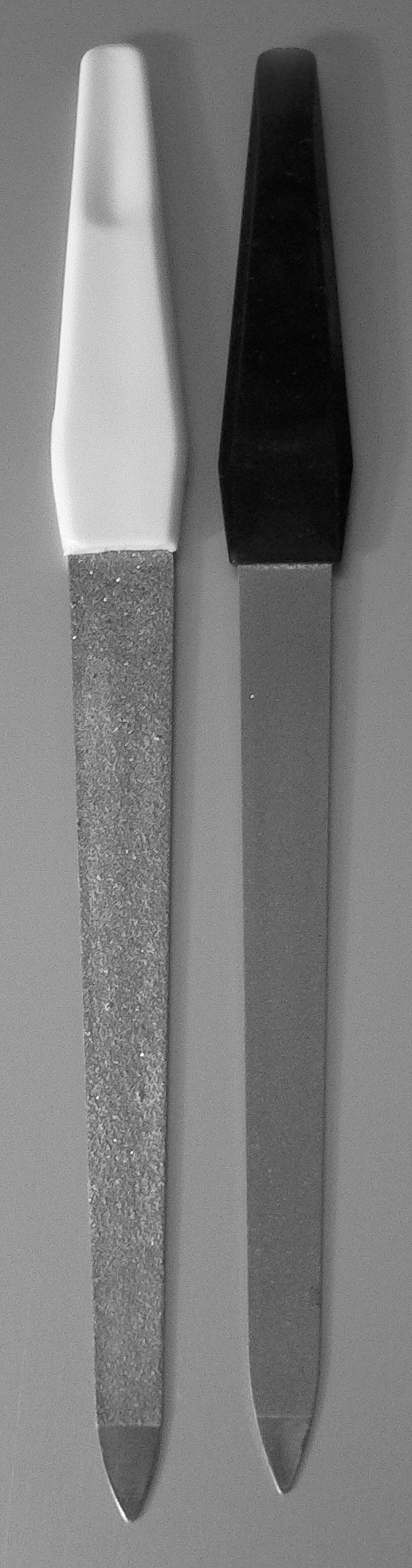
Llimes d'ungles

Una llima d'ungles  és una eina per a la cura de les ungles (vegeu manicura).
La llima sol ser un cartró folrat amb paper de vidre, de color rosa d'una banda, blanc de l'altre costat, o també pot ser un full de metall ratllat o grafilat.